# Vahadenia
Vahadenia es un género de plantas con flores con dos especies de lianas perteneciente a la familia Apocynaceae. Son nativas de Sudamérica, África y Madagascar.

## Taxonomía
El género fue descrito por Otto Stapf y publicado en Fl. Trop. Africa 4(1): 26, 29. 1902.

## Especies seleccionadas
- Vahadenia caillei
- Vahadenia laurentii